# Silkeborg Hovedgård
Silkeborg Hovedgård er opført i årene mellem 1767 og 1770, efter at ritmester Hans Nicolai Hoff i 1767 havde erhvervet Silkeborg Slot, der på dette tidspunkt ikke havde  ordentlige bygninger.
Silkeborg Hovedgård, der er fredet, er Silkeborgs ældste bygning. 
Ladegården, der oprindelig var af bindingsværk, brændte i 1777, og i stedet opførtes grundmurede udlænger, som efter opførelsen af Silkeborg Papirfabrik blev indrettet til arbejderboliger. Et stykke af den vestlige længe er bevaret, og ses på Christian 8.s vej, lidt NV for gården. En overgang har der i hovedgården været indrettet kirke og senere posthus, I 1906 kom bygningen i privat eje, men i 1939 blev den købt af Silkeborg Kommune og i dag huser den Silkeborg Museum.

## Eksterne kilder og henvisninger
- Kapel på Silkeborg Hovedgård hos danmarkskirker.natmus.dk (Danmarks Kirker, Nationalmuseet)

56°10′8.4″N 9°33′11.2″Ø / 56.169000°N 9.553111°Ø